# William Frederic Edwards
Pour les articles homonymes, voir William Edwards et Edwards.
William Frederic Edwards (1777-1842) est un ethnologue français d'origine anglo-jamaïcaine. Pionnier de l'anthropologie, il est considéré comme le père de l'ethnologie en France. Naturalisé français en 1828, il est élu à l'Académie des sciences morales et politiques et à l'Académie Royale de médecine en 1832.

## Parcours
Il est célèbre pour sa lettre adressée à Amédée Thierry en 1829, intitulée Des caractères physiologiques des races humaines. Il y décrit les caractéristiques « des blancs, des jaunes et des noirs », en établissant des comparaisons.
En 1839, sur la suggestion de son ami Thomas Hodgkin en visite à Paris en 1838, il fonde la Société ethnologique de Paris, qu'il préside jusqu'à sa mort en 1842.